# 山口芳裕
山口 芳裕（やまぐち よしひろ、1960年〈昭和35年〉 - ）は、NBC災害などの特殊災害領域を専門とする日本の救急医。
杏林大学医学部救急医学主任教授および杏林大学医学部付属病院高度救命救急センター長。東京都災害医療コーディネーター。東京DMAT運営協議会会長。
日本救急医学会評議員・理事。

## 経歴
東京都出身。1986年香川医科大学卒業。1994年米国ハーバード大学医学院外科に留学。この間、爆傷・銃創などの戦傷医療や、救急・災害医療のシステム論を学んだ。
1999年におこった東海村JCO臨界事故の際には、被ばく患者の初期治療を担当したが、放射線被ばくに対する自分の知識のあまりの貧しさに衝撃を受け、以降いわゆるNBC（核放射線・生物兵器・化学兵器）といった特殊災害領域の知見や技術の修得に励み、米国REAC/TS（放射線緊急時支援センター）、米国CDC（疾病対策予防センター）、英国Dstl（防衛科学技術研究所）などで学んだ。こうした経験から、2003年中国黒竜江省旧日本軍遺棄化学兵器事故、2004年美浜原発事故、2011年ロシアハバロフスク化学工場爆発事故などに緊急派遣されたほか、2011年福島第一原発事故の際には東京消防庁ハイパーレスキュー隊の注水作業に帯同して作業者の被ばく管理を行った。
2019年ラグビーW杯では日本医師会特殊災害対応責任者を歴任。2020東京オリンピック・パラリンピックでは、COC（都市オペレーションセンター）医療統括を務めた。
また、2020年の新型コロナ感染症パンデミックの際には、東京都庁におかれた入院調整本部の医療統括を務め、東京都のモニタリング会議の席上、政府の医療状況に対する認識（『医療はひっ迫していない』）の誤りを指摘し話題となる。

## 主な著書
- 1  山口芳裕(編集):大規模イベント医療・救護ガイドブック.へるす出版 2024.6 改訂第2版
- 2  山口芳裕（編集）:新型コロナウイルス感染症時代の避難所マニュアル.へるす出版 2022.3
- 3  山口芳裕（編集）：災害医療2020「大規模イベント，テロ対応を含めて」．横田裕行監修，大友康裕，小井土雄一，跡見裕，石川広己編集．日本医師会雑誌生涯教育シリーズ98．日本医師会．2020．
- 4  山口芳裕（監修）：NBC災害に備える！発生後、安全に受け入れるための医療現場マニュアル．中嶋幹男編集．東京，羊土社．2018
- 5  山口芳裕：災害医療の倫理学的系譜．救急医学．東京，へるす出版，2017．p.1035-1041．
- 6  山口芳裕：誰がやるのか～原子力発電所事故対応～．東京消防　第95巻3号　p.110-113，2016．
- 7  山口芳裕：化学災害　2.化学兵器テロ．災害医療．最新医学　第67巻・3月増刊号　p.124（624）～136（636）．2012．最新医学社
- 8  山口芳裕：放射線被ばく医療．基礎医学講座Ⅱ　救急救命　第14巻第1号p.17～19 .2011.救急振興財団